# Eetu Heino

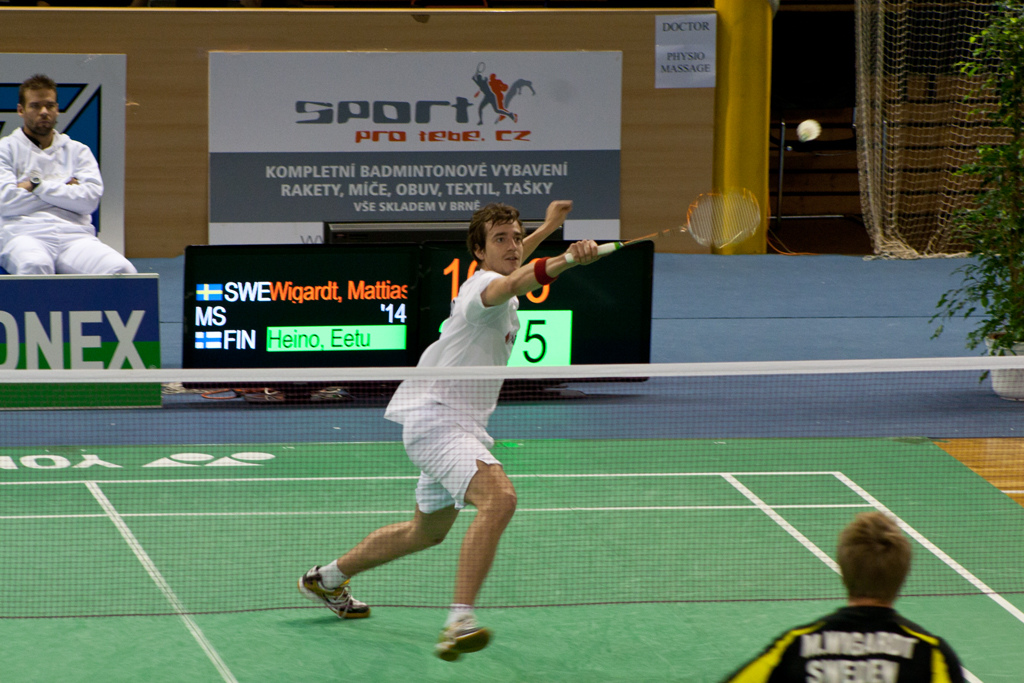
Eetu Heino 2011

Eetu Antti Oskari Heino (* 5. September 1988) ist ein finnischer Badmintonspieler.

## Karriere
Eetu Heino wirkte schon als Junior in Deutschland bei EBT Berlin und wurde dort unter anderem Junioren-Mannschaftsmeister. Bei den Erwachsenen gewann er mit EBT 2009 Bronze, 2010 Silber und 2011 Gold. 2010 wurde er finnischer Vizemeister im Herreneinzel. 2011 nahm er an der Badminton-Weltmeisterschaft teil.

## Sportliche Erfolge
| Saison    | Veranstaltung                         | Disziplin    | Platz | Name |
| --------- | ------------------------------------- | ------------ | ----- | --- |
| 2005/2006 | Deutsche Mannschaftsmeisterschaft U19 | Mannschaft   | 1     | SG EBT Berlin (Eetu Heino, Johannes Szilagyi, Thomas Föllmer, Charly David, Tim Gericke, Anne-Christin Reiter, Steffi Seidel, Anja Buchert)          |
| 2006/2007 | Deutsche Mannschaftsmeisterschaft U19 | Mannschaft   | 3     | SG EBT Berlin (Eetu Heino, Johannes Szilagyi, Florian Möhmel, Francis Karge, Philipp Funk, Martin Kroll, Carla Nelte, Anja Buchert, Sinah Holtschke) |
| 2006/2007 | Deutsche Einzelmeisterschaft U19      | Herrendoppel | 2     | Johannes Szilagyi / Eetu Heino (SG Empor Brandenburger Tor)                                                                                          |
| 2006/2007 | Deutsche Einzelmeisterschaft U19      | Herreneinzel | 3     | Eetu Heino (SG EBT Berlin) |
| 2008/2009 | Deutsche Mannschaftsmeisterschaft     | Mannschaft   | 2     | SG EBT Berlin |
| 2009/2010 | Deutsche Mannschaftsmeisterschaft     | Mannschaft   | 3     | SG EBT Berlin |
| 2010/2011 | Deutsche Mannschaftsmeisterschaft     | Mannschaft   | 1     | SG EBT Berlin |
| 2012      | Finnland: Einzelmeisterschaften       | Herrendoppel | 1     | Eetu Heino / Oskari Saarinen |
| 2013      | St. Petersburg White Nights           | Herreneinzel | 1     | Eetu Heino |
| 2014      | Finnish International                 | Herreneinzel | 1     | Eetu Heino |
| 2019      | Finnland:Einzelmeisterschaften        | Herreneinzel | 1     | Eetu Heino |